# Spitzrochen
Der Spitzrochen (Dipturus oxyrinchus, Synonym: Raja oxyrinchus) kommt küstennah im nordöstlichen Atlantik vom mittleren Norwegen bis zum Senegal, sowie im Skagerrak (Norwegische Rinne), in der nördlichen Nordsee und im Mittelmeer vor. Die Knorpelfischart lebt auf dem Kontinentalschelf in Tiefen von 90 bis 900 Metern und auf entsprechenden Inselschelfen, z. B. bei den Shetlandinseln, den Färöern, Madeira und den Kanarischen Inseln.

## Merkmale
Spitzrochen erreichen eine Maximallänge von 1,50 Metern. Die Rückenseite ausgewachsener Tiere ist dunkelbraun oder grau und mit hellen und dunklen Flecken gemustert, bei Jungtieren ist sie hellbraun. Die Bauchseite ist bei Jungtieren hellbraun, bei adulten Tieren dunkelbraun oder bläulich-grau. Die Sinnesporen auf beiden Körperseiten sind dunkel. Die Körperscheibe ist rhombenförmig, die äußeren Ränder sind konkav, so dass eine gedachte Linie von der Schnauzenspitze zu den äußeren Enden der Brustflossen die Flossenränder nicht berührt. Charakteristisches Merkmal der Art ist das sehr lange und zugespitzte Rostrum. Der Abstand von den Augen zur Spitze des Rostrums ist 5,5 bis 7 mal so lang wie der Abstand zwischen den Augen. Der Schwanz ist kräftig und genau so lang wie der Körper. Er verjüngt sich zur Spitze hin zusehends. Auf dem Schwanz befinden sich zwei kleine Rückenflossen, die durch eine schmale Lücke voneinander getrennt sind. Beide Seiten der Körperscheibe sind bei Jungtieren glatt und werden bei älteren Tiere, abgesehen von Flecken in der Mitte der Brustflossen, zunehmend rauer und stachliger. Abgesehen von kleinen Dornen vor den Augen bei Jungrochen und einem Dornenfeld vor den Brustflossenspitzen der Alten finden sich auf der Oberseite keine Dornen. Vor der ersten Rückenflosse befindet sich auf dem Schwanz eine aus vier bis elf Dornen bestehende Dornenreihe. Bei älteren Tiere sind diese mehr oder weniger abgenutzt. Ein weiterer Dorn kann zwischen den Rückenflossen liegen. Weitere Dornen wachsen im Zuge des Älterwerdens entlang den unteren Kanten des Schwanzes. Im Oberkiefer sind die Zähne in bis zu 40 Reihen angeordnet.

## Lebensweise
Der Spitzrochen lebt auf Schlamm- und Sandböden, sowie auf Böden mit Geröll in Tiefen von 90 bis 900 Metern, bevorzugt werden anscheinend Tiefen von etwa 200 Metern. Die Tiere ernähren sich von allerlei bodenbewohnenden wirbellosen Tieren und von Fischen, wobei Weibchen Kopffüßer bevorzugen sollen, während die Männchen gern Krebstiere fressen. Spitzrochen sind ovipar (eierlegend) und legen ihre rechteckigen, hornigen Eikapseln immer paarweise im Frühling bis frühen Sommer auf Sand oder Schlamm ab. Sie sind 14 bis 23,5 cm lang und 11 bis 12 cm breit. Die Jungrochen sind beim Schlupf, der mehrere Monate nach der Eiablage erfolgt, 17 cm lang. Im Mittelmeer werden Weibchen mit einer Länge von 90 cm geschlechtsreif, Männchen bei einer Länge von 70 bis 80 cm.
Der Spitzrochen ist relativ selten und der Bestand wird von der IUCN als „potentiell gefährdet“ eingestuft. Spitzrochen werden hin und wieder als Beifang in der Grundfischerei gefangen.

## Belege
1. 1 2 3  David A. Ebert & Matthias F. W. Stehmann: Sharks, Batoids and Chimaeras of the North Atlantic. FAO Species Catalogue for Fishery Purposes No. 7, ISSN 1020-8682, Seite 325–327.
2. ↑  Dipturus oxyrinchus in der Roten Liste gefährdeter Arten der IUCN 2015. Eingestellt von: Ellis, J., Abella, A., Serena, F., Stehmann, M.F.W. & Walls, R., 2007. Abgerufen am 23. Oktober 2020.